# Zwischenmauerwerk

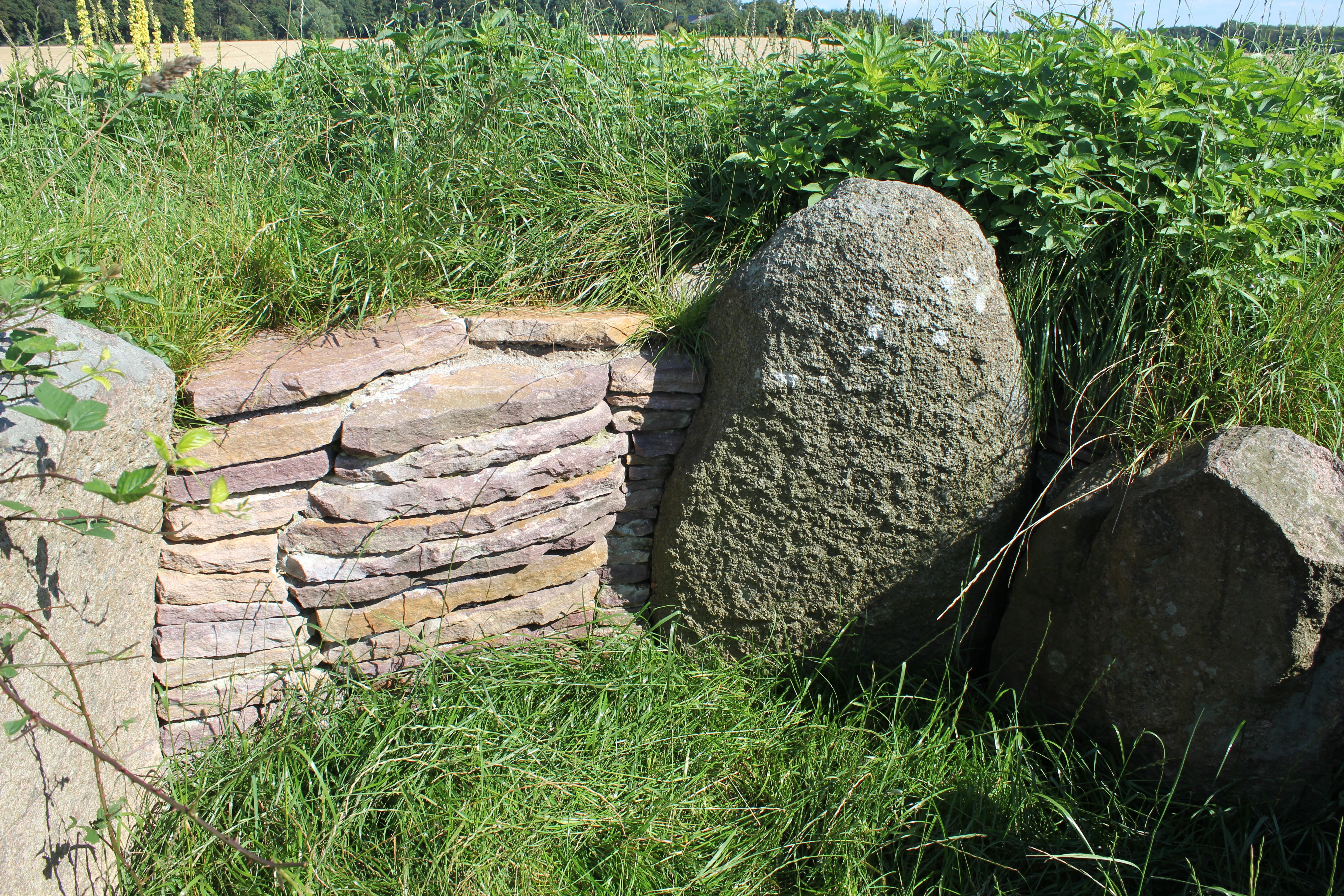
Extrem breites Zwischenmauerwerk am Lille Guldhøj

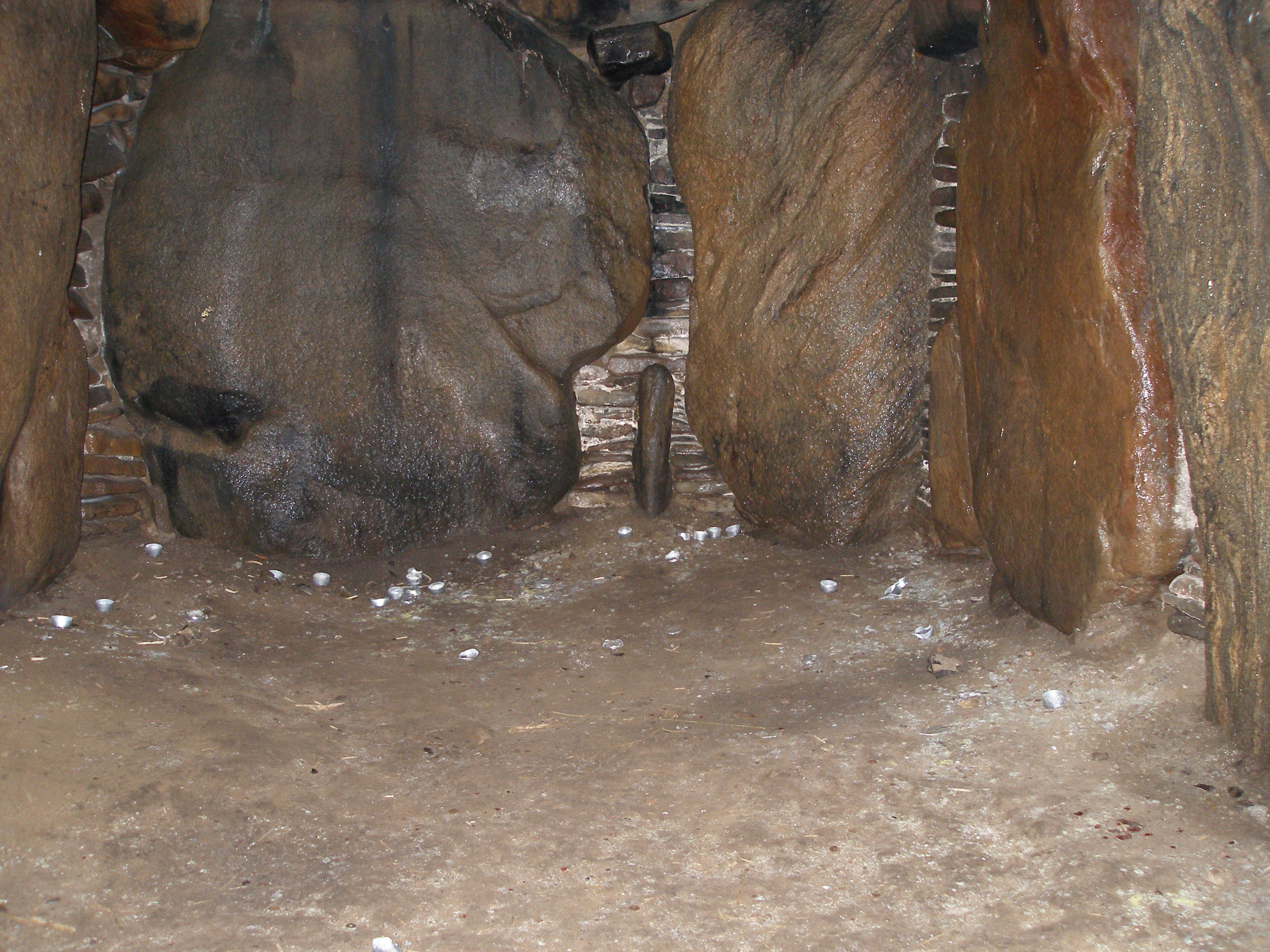
Filigranes Zwischenmauerwerk im Mårhøj

Zwischenmauerwerk (auch Zwickelfüllung, dänisch tørmur – norwegisch tørrmur – schwedisch kallmur – englisch post and panel technique) ist ein Begriff der in der Archäologie gelegte oder gemauerte Füllungen zwischen Festkörpern bezeichnet. Für Neubauten im 21. Jahrhundert sind Zwischenmauerwerke bedeutungslos. Besondere Beachtung finden Zwischenmauerwerke in der Altertumsforschung und bei Restaurationen von historischen Bauwerken.

## Zwischenmauerwerke in historischen Bauten
Bei der Restaurierung von alten Gebäuden finden sich gelegentlich Zwischenmauerwerke, zu deren Bedeutung und Rekonstruktion in der Regel genaue Untersuchen angestellt werden. Bei der Restaurierung von Dom und Michaeliskirche in Hildesheim wurden zur Erhaltung der Authentizität des Gebäudes genaue Voruntersuchungen angestellt, um vorherigen Wiederaufbau zu beurteilen und weitere Restaurierung des UNESCO-Weltkulturerbes sicherzustellen. Teile dieser Untersuchungen betrafen Zwischenmauerwerke, die insbesondere bei Fächergewölben anzutreffen sind.

## Zwischenmauerwerke der nordischen Megalitharchitektur

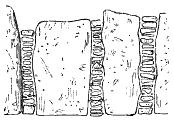
Zwischenmauerwerk

In der nordischen Megalitharchitektur dienen Zwischenmauerwerke zum Schließen der Lücken und Verbinden der megalithischen Teile von Megalithanlagen der Trichterbecherkultur (TBK) und einiger anderer Kulturen in Europa.
Es wurde in der Einfassung von Hünenbetten, in Kammern und Gängen (bei Großdolmen und Ganggräbern) mit großer Sorgfalt erstellt. In den Kammern und Gängen reichte es ursprünglich vom Boden bis zu den Decksteinen. Von Trockenmauerwerk sollte nur gesprochen werden, wenn die Schichtungen trocken aufgeführt wurden, wie es selten, jedoch z. B. im Dolmen 1 von Gnewitz nachzuweisen war.

### Ausgangslage
Die als Tragsteine der Decke des Ganges und der Kammer ausgewählten Findlinge wurden so aufgestellt, dass die glatte Seite zum Inneren gerichtet war, bei den Hügeleinfassungen nach außen. In einigen Fällen konnten mechanisch eingeebnete Flächen beobachtet werden. Obwohl man nach Möglichkeit quaderartige, regelmäßig geformte Findlinge verwendete und diese zunächst (bei Urdolmen und Rechteckdolmen) dicht nebeneinander legte oder stellte, blieben bei größeren (ggf. später errichteten Anlagen) Lücken zwischen den Findlingen bestehen, die teilweise, vermutlich aus Mangel an großen Blöcken, auch absichtlich sehr breit ausgeführt wurden.

### Beschreibung
Diese Lücken wurden von innen oder außen (z. B. Gillhög und Hög Nr. 7 in Schonen) mit Steinmaterial gefüllt. Bei in größeren Abständen aufgestellten Tragsteinen dienten Zwischenmauerwerke unter Umständen sogar als Auflager für die Decksteine. Es gibt eine große Anzahl von Anlagen, bei denen das Zwischenmauerwerk gewaltsam zerstört wurde. In den Kammern des Großdolmens von Gaarzerhof und in Dummertevitz, wo die Platten des Zwischenmauerwerks verstreut im Füllboden angetroffen wurden, war dies bereits während des Neolithikums erfolgt. Nur bei wenigen Anlagen waren die Zwischenmauerwerke ganz oder weitgehend intakt. Bei einigen Anlagen wurden im unteren Bereich der Zwischenmauerwerke stelenartige Pfeiler verbaut, die die größere Lücke mit ausfüllen. Besonders breite Lücken wurden auch durch den Einbau senkrechter Rotsandsteinplatten, die man in den Untergrund eingelassen hatte, geteilt, wodurch die Plattenschichtung besseren Halt bekam. Zwischenmauerwerke sind nicht immer waagerecht geschichtet, sondern bei den Anlagen von Ratekau senkrecht und in Keitum auf Sylt senkrecht und schräg zwischen die Tragsteine geschoben worden.
Bei britisch-irischen Anlagen wurden die Exedren mitunter aus Plattenbögen mit Zwischenmauerwerk gebaut. The Handbook of British Archaeology bezeichnet dies als „post and panel technique“ (Pfosten und Platten-Technik).

### Material
Als Material hat man (nicht immer sortenrein) zugerichtete oder gespaltene Steinplatten, kleinere Steine, Rollsteine, seltener auch Feuersteinschotter verwandt. Im Allgemeinen wurden Rotsandsteinplatten (seltener Gneis, Granit, Kalkstein, Quarzit oder Schiefer) von 10 bis 15 cm Stärke in die Lücken gefüllt, Die Fugen zwischen den Steinen wurden häufig mit Lehm oder Klei verstrichen, oder die Steine wurden in Lehm eingebettet, der wie Mörtel als Dicht- und Bindemittel diente.